# Elecciones generales de Nigeria de 2019
Las elecciones generales se celebraron en Nigeria el 23 de febrero de 2019 para elegir al Presidente y la Asamblea Nacional, la comisión electoral indicó que los resultados se sabrán en una semana aproximadamente. 
Fueron las sextas elecciones cuatrienales desde el final de la dictadura militar en 1999. Las primarias presidenciales se celebraron durante los últimos seis meses de 2018.
Muhammadu Buhari fue reelecto presidente derrotando a su rival más cercano, Atiku Abubakar, por más de 3 millones de votos. Se le emitió un Certificado de Retorno y tomó posesión el 29 de mayo de 2019.

## Sistema electoral
El Presidente de Nigeria es elegido por mayoría simple de votos, así como más del 25 % de los votos en al menos dos tercios de los estados. Los 360 miembros de la Cámara de Representantes se eligen por medio del escrutinio mayoritario uninominal en las circunscripciones de un solo miembro, mientras que los 109 miembros del Senado se eligen a razón de 3 senadores por cada uno de los 36 estados federados más un senador por el Territorio de la Capital  Federal, todos los senadores son elegidos por escrutinio mayoritario uninominal.

## Candidatos

### PDP
El Partido Democrático Popular celebró sus primarias presidenciales el 5 de octubre de 2018 en el estadio Adokiye Amiesimaka, Port Harcourt, estado de Rivers. Trece aspirantes compitieron por la candidatura del PDP, con Atiku Abubakar como ganador.

### APC
Aunque algunos miembros del partido aspiraban al cargo de presidente, en particular, el Dr. SKC Ogbonnia, el Jefe Charles Udeogaranya y Alhaji Mumakai-Unagha, el actual Presidente Muhammadu Buhari fue seleccionado como candidato único de las primarias del Partido del Congreso de Todos los Progresistas celebradas el 29 de septiembre de 2018 en medio de acusaciones de imposición.

## Debates
El Grupo de Debate sobre las Elecciones de Nigeria (NEDG) y la Organización de Radiodifusión de Nigeria (BON) organizaron un debate presidencial y vicepresidencial, al que se invitaron cinco de los 78 candidatos presidenciales. El Grupo de Debate explicó que la exclusión de otros candidatos era una medida para garantizar la eficacia del debate y no un respaldo a los candidatos elegidos.
El debate vicepresidencial se celebró el 14 de diciembre de 2018 en los hoteles Transcorp Hilton de Abuya. Todos los candidatos a la vicepresidencia invitados estuvieron presentes, y los candidatos discutieron los planes de políticas de salud, educación, seguridad, economía y relaciones exteriores.
El debate presidencial tuvo lugar el 19 de enero de 2019 en el mismo lugar. Los dos principales contendientes presidenciales estuvieron ausentes, y Atiku Abubakar abandonó el lugar al descubrir que Muhammadu Buhari estaba ausente. Fela Durotoye (ANN), Oby Ezekwesili (ACPN) y Kingsley Moghalu (YPN) continuaron el debate, al tiempo que criticaron la ausencia de los demás. Mark Eddo moderó el debate.

## Encuestas de opinión
| Poll source  | Fecha                     | Muestra | Abubakar PDP | Buhari APC | Otros |
| ------------ | ------------------------- | ------- | ------------ | ---------- | ----- |
| Poll source  | Fecha                     | Muestra |              |            | Otros |
| Seamfix      | 9 Nov 2018 – 4 Ene 2019   | 2,440   | 48%          | 25%        | 31%   |
| NigeriaVotes | 19 Nov 2018 – 26 Feb 2019 | 11,326  | 32%          | 42%        | 26%   |

## Conducta
Inmediatamente después de las elecciones, hubo denuncias de fraude generalizado por parte de la oposición. Las denuncias incluían acusaciones de robo de urnas, intercambio de votos y suplantación de identidad. También se afirmó que la policía había encontrado alijos de explosivos. El candidato perdedor, Atiku Abubakar, presentó un caso en la corte suprema de Nigeria citando irregularidades generalizadas en las encuestas. Sin embargo, el tribunal desestimó su caso, diciendo que Atiku no ha podido probar el fraude generalizado cometido por el equipo electoral de Buhari. El tribunal también desestimó una acusación que decía que Buhari mintió sobre su formación académica.
La Unión Africana dijo que las elecciones fueron "en gran medida pacíficas y propicias para la realización de elecciones creíbles". La comisión electoral también describió las elecciones como mayoritariamente pacíficas. Por el contrario, la organización Freedom House, con sede en Estados Unidos, criticó duramente la conducta, diciendo que estaban empañadas por irregularidades e intimidación.

## Resultados

### Presidente
| Candidato                            | Candidato                            | Partido                                        | Votos      | %     |
| ------------------------------------ | ------------------------------------ | ---------------------------------------------- | ---------- | ----- |
|                                      | Muhammadu Buhari                     | Congreso de Todos los Progresistas             | 15.191.847 | 55,60 |
|                                      | Atiku Abubakar                       | Partido Democrático Popular                    | 11.262.978 | 41,22 |
|                                      | Felix Nicolas                        | Partido Coalición de los Pueblos               | 110.196    | 0,40  |
|                                      | Obadiah Mailafia                     | Congreso Democrático Africano                  | 97.874     | 0,36  |
|                                      | Gbor John Wilson Terwase             | Gran Alianza de Todos los Progresistas         | 66.851     | 0,24  |
|                                      | Yabagi Sani Yusuf                    | Partido de Acción Democrática                  | 54.930     | 0,20  |
|                                      | Akhimien Davidson Isibor             | Partido del Desarrollo de las Bases de Nigeria | 41.852     | 0,15  |
|                                      | Ibrahim Aliyu Hassan                 | Alianza de los Pueblos Africanos               | 36.866     | 0,13  |
|                                      | Donald Duke                          | Partido Socialdemócrata                        | 34.746     | 0,13  |
|                                      | Omoyele Sowore                       | Congreso de Acción Africana                    | 33.953     | 0,12  |
|                                      | Da-Silva Thomas Ayo                  | Congreso Salva a Nigeria                       | 28.680     | 0,10  |
|                                      | Shitu Mohammed Kabir                 | Alianza Democrática de los Pueblos Avanzados   | 26.558     | 0,10  |
|                                      | Yusuf Mamman Dantalle                | Movimiento de los Pueblos Aliados              | 26.039     | 0,10  |
|                                      | Kingsley Moghalu                     | Partido de los Jóvenes Progresistas            | 21.886     | 0,08  |
|                                      | Ameh Peter Ojonugwa                  | Alianza de los Pueblos Progresistas            | 21.822     | 0,08  |
|                                      | Ositelu Isaac Babatunde              | Partido de Acuerdo                             | 19.209     | 0,07  |
|                                      | Fela Durotoye                        | Alianza por una Nueva Nigeria                  | 16.779     | 0,06  |
|                                      | Bashayi Isa Dansarki                 | Movimiento de las Masas de Nigeria             | 14.540     | 0,05  |
|                                      | Osakwe Felix Johnson                 | Partido Popular Democrático                    | 14.483     | 0,05  |
|                                      | Abdulrashid Hassan Baba              | Alianza de Acción                              | 14.380     | 0,05  |
|                                      | Nwokeafor Ikechukwu Ndubuisi         | Congreso Avanzado de los Demócratas            | 11.325     | 0,04  |
|                                      | Maina Maimuna Kyari                  | Congreso de los Pueblos del Norte              | 10.081     | 0,04  |
|                                      | Victor Okhai                         | Congreso de los Pueblos de la Providencia      | 8.979      | 0,03  |
|                                      | Chike Ukaegbu                        | Partido Aliado Avanzado                        | 8.902      | 0,03  |
|                                      | Oby Ezekwesili                       | Partido Congreso Aliado de Nigeria             | 7.223      | 0,03  |
|                                      | Ibrahim Usman Alhaji                 | Movimiento de Rescate Nacional                 | 6.229      | 0,02  |
|                                      | Ike Keke                             | Partido Popular de la Nueva Nigeria            | 6.111      | 0,02  |
|                                      | Moses Ayibiowu                       | Partido de Unidad Nacional                     | 5.323      | 0,02  |
|                                      | Awosola Williams Olusola             | Congreso Democrático de los Pueblos            | 5.242      | 0,02  |
|                                      | Muhammed Usman Zaki                  | Partido del Trabajo                            | 5.074      | 0,02  |
|                                      | Eke Samuel Chukwuma                  | Partido Verde de Nigeria                       | 4.924      | 0,02  |
|                                      | Nwachukwu Chuks Nwabuikwu            | Alianza de Todas las Bases                     | 4.689      | 0,02  |
|                                      | Hamza Al Mustafa                     | Partido del Pueblo de Nigeria                  | 4.622      | 0,02  |
|                                      | Shipi Moses Godia                    | PArtido Todo Mezclado                          | 4.523      | 0,02  |
|                                      | Chris Okotie                         | Partido Democrático Fresco                     | 4.554      | 0,02  |
|                                      | Tope Fasua                           | Partido de la Renovación Abundante de Nigeria  | 4.340      | 0,02  |
|                                      | Onwubuya                             | Partido de la Justicia y la Libertad           | 4.174      | 0,02  |
|                                      | Asukwo Mendie Archibong              | Nigeria para la Democracia                     | 4.096      | 0,01  |
|                                      | Ahmed Buhari                         | Partido Nacional Sostenible                    | 3.941      | 0,01  |
|                                      | Salisu Yunusa Tanko                  | Partido Conciencia Nacional                    | 3.799      | 0,01  |
|                                      | Shittu Moshood Asiwaju               | Partido de la Alianza Nacional                 | 3.586      | 0,01  |
|                                      | Obinna Uchechukwu Ikeagwuonu         | Partido de Todos los Pueblos                   | 3.585      | 0,01  |
|                                      | Balogun Isiaka Ishola                | Partido Democrático Unido                      | 3.170      | 0,01  |
|                                      | Obaje Yusufu Ameh                    | Partido Democrático Nigeria Avanzada           | 3.104      | 0,01  |
|                                      | Chief Umenwa Godwin                  | Gran Partido de Todas las Alianzas             | 3.071      | 0,01  |
|                                      | Israel Nonyerem Davidson,            | Partido de la Reforma y el Avance              | 2.972      | 0,01  |
|                                      | Ukonga Frank                         | Alternativa Democrática                        | 2.769      | 0,01  |
|                                      | Santuraki Hamisu                     | Mega Partido de Nigeria                        | 2.752      | 0,01  |
|                                      | Adesanya-Davies Mercy Olufunmilayo   | Alianza Conjunta de Acción Masiva              | 2.651      | 0,01  |
|                                      | Gbenga Olawepo-Hashim                | Confianza de los Pueblos                       | 2.613      | 0,01  |
|                                      | Ali Soyode                           | Sí Electorados Solidaridad                     | 2.394      | 0,01  |
|                                      | Nsehe Nseobong                       | Partido de la Restauración de Nigeria          | 2,388      | 0.01  |
|                                      | Ojinika Geff Chizee                  | Coalición por el Cambio                        | 2.391      | 0,01  |
|                                      | Rabia Yasai Hassan Cengiz            | Consejo de Acción Nacional                     | 2.279      | 0,01  |
|                                      | Eunice Atuejide                      | Partido de Interés Nacional                    | 2.248      | 0,01  |
|                                      | Dara John                            | Alianza de los Socialdemócratas                | 2.146      | 0,01  |
|                                      | Fagbenro-byron Samuel Adesina        | Partido Kowa                                   | 1.911      | 0,01  |
|                                      | Emmanuel Etim                        | Partido Cambio de Nigeria                      | 1.874      | 0,01  |
|                                      | Chukwu-Eguzolugo Sunday Chikendu     | Partido Justicia Debe Prevalecer               | 1.853      | 0,01  |
|                                      | Madu Nnamdi Edozie                   | Demócratas Independientes                      | 1.845      | 0,01  |
|                                      | Osuala Chukwudi John                 | PArtido Reconstruyendo a Nigeria               | 1.792      | 0,01  |
|                                      | Albert Owuru Ambrose                 | Partido de la Esperanza Democrática            | 1.663      | 0,01  |
|                                      | David Esosa Ize-Iyamu                | Partido Progresista para una Nigeria Mejor     | 1.649      | 0,01  |
|                                      | Inwa Ahmed Sakil                     | Partido Unidad de Nigeria                      | 1.631      | 0,01  |
|                                      | Akpua Robinson                       | Partido Nacional de la Libertad Democrática    | 1.588      | 0,01  |
|                                      | Mark Emmanuel Audu                   | Patriotas Unidos                               | 1.561      | 0,01  |
|                                      | Ishaka Paul Ofemile                  | Partido Progresista Elementos de Nigeria       | 1.524      | 0,01  |
|                                      | Kriz David                           | Movimiento de Liberación                       | 1.438      | 0,01  |
|                                      | Ademola Babatunde Abidemi            | Partido de Movimeinto Comunitario de Nigeria   | 1.378      | 0,01  |
|                                      | A. Edosomwan Johnson                 | Partido Nacional Democrático                   | 1.192      | 0,00  |
|                                      | Angela Johnson                       | Alianza por una Nigeria Unida                  | 1.092      | 0,00  |
|                                      | Abah Lewis Elaigwu                   | Partido Cambio de Abogacía                     | 1.111      | 0,00  |
|                                      | Nwangwu Uchenna Peter                | Somos el Pueblo de Nigeria                     | 732        | 0,00  |
| Votos nulos / en blanco              | Votos nulos / en blanco              | Votos nulos / en blanco                        | 1.289.607  | –     |
| Total                                | Total                                | Total                                          | 28.614.190 | 100   |
| Votantes registrados / Participación | Votantes registrados / Participación | Votantes registrados / Participación           | 82.344.107 | 34,75 |
| Fuente: Vanguard                     |                                      |                                                |            |       |